# Burg Ellar
Die Burg Ellar ist die Ruine einer Höhenburg auf rund 290 m ü. NN im Ortsteil Ellar der Gemeinde Waldbrunn im Landkreis Limburg-Weilburg in Hessen.

## Geschichte

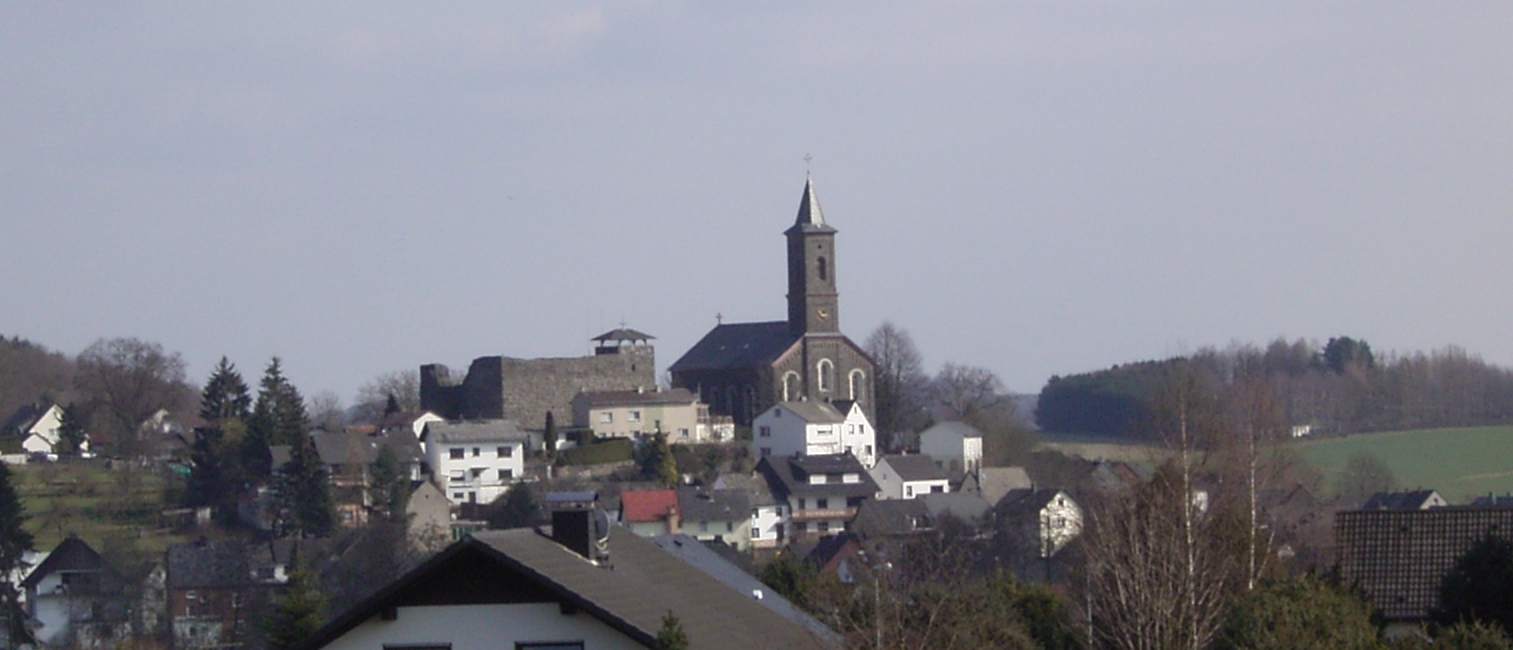
Ansicht von Ellar auf Kirche und Burg

Ende des 13. Jahrhunderts wurde Burg Ellar, wahrscheinlich von den Grafen von Diez, als Sicherung von Reichsstraßen erbaut. In der Nähe der Burg befand sich die Zollstation Gadelheimer Mühle.
Die erste Erwähnung der Burg war 1323, als ein Heinricus Burggraf zu Ellar im Gefolge des Grafen Emicho von Nassau Hadamar erscheint. Im 14. Jahrhundert hatten mehrere Burgmannen als Beinamen den Namen der Burg übernommen. Zwischen 1337 und 1362 war die Burg von den Grafen von Diez an Nassau-Hadamar verpfändet. Nach der Wiedereinlösung wurde die Burg instand gesetzt.
Im Jahr 1367/68 gelangte die Burg als Mitgift in den Besitz der Grafschaft Katzenelnbogen. Bei diesem Übergang bestätigte Kaiser Karl IV. die Burg als reichsunmittelbares Lehen. Die Burg Ellar verfügte über zwei Burgsitze. Um 1400 wird  Johann I. von Nassau-Dillenburg genannt, der 1408 einen Burgfrieden mit Johann von Katzenelnbogen schließt. Während der Mainzer Stiftsfehde diente die Burg als Stützpunkt der Katzenelnbogener Grafen gegen die Grafschaft Sayn. Mit dem Aussterben der Katzenelnbogener fiel die Burg 1479 mit ihrer Hälfte an Hessen. Im Frankfurter Vertrag 1557 fiel jedoch die ganze Burg endgültig an die Grafen von Nassau-Dillenburg. Danach ohne politische oder militärische Bedeutung verfiel die Burg.
Im 15. und 16. Jahrhundert war die Burg Sitz eines Amtmannes und eines Kellers. Aus Rechnungen dieses Kellers ist für die Burg ein Turm mit Brücke belegt. Der Turm diente auch als Taubenschlag. Ein Türmer war auf der Burg fest angestellt. Weiterhin gehörten zwei Köche zum Personal.
Im Dreißigjährigen Krieg wurde die Ruine noch einmal als Fluchtburg der Einwohner der umliegenden Dörfer ausgebaut.
Ab dem Jahr 1969 wurden Maßnahmen zur Erhaltung der Burg eingeleitet.

## Anlage
Es handelt sich um eine annähernd rechteckige Burganlage mit den Außenmaßen von 21 × 27 Meter. Die etwa zwei Meter starken Grundmauern sind aus Basaltsteinen errichtet. Erstaunlicherweise weisen diese weder Fenster noch Schießscharten auf. In einer Ecke befindet sich ein Turm, der als Aussichtsturm genutzt wird. Die früher im Umkreis der Burg gelegenen Nebengebäude sind heute nicht mehr vorhanden.
Im Inneren der Burg wurde ein überdachter Pavillon errichtet, der für Veranstaltungen genutzt werden kann. 